# Jens Torfs
Pour les articles homonymes, voir Torfs.

a Compétitions nationales et continentales officielles uniquement.

b Matchs officiels uniquement.
Dernière mise à jour le 13 mars 2025.
Jens Torfs, né le 26 mai 1992 à Mortsel, est un joueur belge de rugby à XV qui évolue au poste de centre.

## Biographie
Jens Torfs joue pour la première fois sous le maillot national belge, en catégorie des moins de 17 ans à l'âge de 16 ans, et participe à cette occasion au tournoi international de Midfield (Angleterre). En 2009, il rejoint la sélection nationale belge des moins de 18 ans avec laquelle il finira à la 4e place du championnat d'Europe. 
Jens Torfs a débuté en équipe de Belgique de rugby à XV en catégorie des moins de 18 ans. 
Il a également joué en équipe de Belgique de rugby à sept. 
Il connaît sa première sélection nationale en 2010 avec l'équipe nationale senior.
En juin 2011, il remporte avec l'équipe nationale belge de rugby à sept, le tournoi européen de Gdansk (Pologne).
A l'occasion du Championnat international d'Europe de 2017, Jens Torfs a assumé le capitanat de l'équipe nationale belge.

## Palmarès

### En club
- Vainqueur du Championnat de France de 2e division en 2018 avec l'USA Perpignan.

### En sélection nationale
- Vainqueur du Tournoi des 6 nations C en 2012